# 1973 à la télévision
| Années de la télévision : 1970 - 1971 - 1972 - 1973 - 1974 - 1975 - 1976    |
| Décennies de la télévision : 1940 - 1950 - 1960 - 1970 - 1980 - 1990 - 2000 |

Cet article présente les faits marquants de l'année 1973 à la télévision.

## Événements
- États-Unis : du 17 mai à novembre 1973 les chaînes américaines transmettent en direct les débats de la commission d'enquête portant sur le scandale du Watergate.

## Émissions
- 28 mars : Dernière de l'émission À armes égales (émission de télévision) sur Première chaîne de l'ORTF.
- 2 avril : Première de l'émission Ouvrez les guillemets sur Première chaîne de l'ORTF.
- 7 avril : Dernière de l'émission Colorix sur Deuxième chaîne couleur de l'O.R.T.F..
- 28 juin : Dernière de l'émission Rue des Alouettes (émission) sur première chaîne de l'ORTF.
- 15 septembre : Première de l'émission La Une est à vous sur première chaîne de l'ORTF.
- 31 décembre : Dernière de l'émission Roulotte (émission de télévision) sur Troisième chaîne couleur de l'ORTF.

## Séries télévisées
- janvier-février : Joseph Balsamo d'André Hunebelle avec Jean Marais
- septembre : La Porteuse de pain de Marcel Camus
- février : L’Alphomega, série burlesque en 6 épisodes de Lazare Iglesis avec Henri Virlogeux
- Juillet-août : Karatekas and Co d'Edmond Tyborowski avec Jean Marais
- septembre : Les Mohicans de Paris d’André Cerf
- décembre : 
  - L'Île mystérieuse de Jacques Champreux et Juan Antonio Bardem
  - Lucien Leuwen de Claude Autant-Lara
- Première diffusion aux États-Unis de l'épisode pilote de L'homme qui valait trois milliards dont la série sera lancée l'année suivante.
- Production de Fireman (série télévisée).

## Feuilletons télévisés
- 26 mars : Première diffusion du feuilleton télévisé Les Feux de l'amour sur la chaîne américaine CBS

## Téléfilms
- 5 juin - 17 juillet : L’Apocalypse des animaux de Frédéric Rossif

## Principales naissances
- 25 février : Hélène de Fougerolles, actrice française.
- 7 mars : Jennifer Hammon, actrice américaine.
- 20 mars : Harry Roselmack, journaliste et animateur de télévision français.
- 5 avril : Vanessa Demouy, actrice et mannequin française
- 12 mai : Forbes March, acteur canadien.
- 2 juillet : Thomas Sotto, journaliste, animateur de télévision et radio français.
- 5 septembre :
  - Billy, animateur et producteur de télévision français.
  - Rose McGowan, actrice et réalisatrice américaine.
- 12 septembre : Paul Walker, acteur et producteur américain († 30 septembre 2013).
- 14 septembre : Andrew Lincoln, acteur britannique.
- 3 octobre : Ingrid Chauvin, actrice française.
- 17 octobre : Bruce Toussaint, journaliste, animateur de télévision et de radio français.
- 3 décembre : Holly Marie Combs, actrice américaine